# Der Leuchtturm (Poe)

1. Blatt des Fragments

4. und letztes Blatt des Fragments

Der Leuchtturm (englischer Behelfstitel The Lighthouse oder auch The Light-House) ist ein literarisches Fragment des US-amerikanischen Schriftstellers Edgar Allan Poe, das der Öffentlichkeit erst 1909, im Jahr seines 100. Geburtstages und 60 Jahre nach seinem Tod, durch eine (Teil-)Veröffentlichung bekannt wurde. Der Werktitel stammt nicht von Poe selbst, sondern wurde dem Text 1909 von George E. Woodberry, einem von Poes frühen Biografen, gegeben. Die Poe-Forschung geht davon aus, dass das Werk zwischen Mai und August 1849, in Poes letztem Lebensjahr, entstand und wegen seines unerwarteten Todes am 7. Oktober des Jahres nicht fertig gestellt wurde.

## Entstehung und Stellung im Gesamtwerk
Das Fragment besteht lediglich aus vier schmalen Einzelblättern hellblauen Papiers, die mit brauner Tinte beschrieben wurden. Die Blätter waren Bestandteil von Poes Nachlass, der von Poes Schwiegermutter Maria Clemm dem von Poe bestimmten Nachlassverwalter Rufus Wilmot Griswold übergeben wurde. Da Papierart, Schreibstil und Handschrift typisch für Poes Spätwerk sind, vermuteten Woodberry und Thomas Ollive Mabbott, ein weiterer Poe-Biograf und -Forscher, das Fragment gehöre zu Poes letzten Werken, die dieser kurz vor seinem Tod verfasst hatte und nicht abschließen konnte.
Laut Mabbott ließ Griswolds Sohn das erste Blatt des Manuskripts am 11. April 1896 in einer Auktion versteigern und behielt zunächst die restlichen drei Blätter. Griswolds Enkel übergaben sie Jahre später der Harvard University. Blatt 1 ist heute im Besitz der Berg Collection der New York Public Library. Die Blätter 2, 3 und 4 befinden sich in der Houghton Library von Harvard. Der Text der Blätter 2, 3 und 4 wurde zum ersten Mal von Woodberry in seiner 1909 zu Poes 100. Geburtstag erschienenen Biografie The Life of Edgar Allan Poe veröffentlicht, S. 1 war zu diesem Zeitpunkt noch im Besitz der Nachkommen Griswolds. Erst 1942 konnte Mabbott zum ersten Mal den vollständigen Text des Fragments in Notes and Queries veröffentlichen.
Nach Mabbotts Auffassung handelt es sich um Poes letzte Horrorgeschichte, die eventuell als Begleiterzählung zu A Descent into the Maelström gedacht war, denn wie diese scheint auch sie als Ort der Handlung das „Land der Mitternachtssonne“ (Norwegen) zu haben und ebenfalls als Seemannserzählung konzipiert worden zu sein. Hammond sieht darin Parallelen zu Poes MS. Found in a Bottle. Mabbott ging davon aus, dass Poe an der Erzählung weiter arbeiten wollte und sie nicht aufgegeben hatte. Dafür spreche die Tatsache, dass der größte obere Teil des ersten Blattes für Titel und Autorenname freigehalten worden und auf der letzten Seite noch genügend Platz für weiteren Text vorhanden sei.
Poe starb unerwartet am 7. Oktober 1849 auf einer Reise. Demnach könnte das Fragment eines seiner letzten literarischen Werke gewesen sein, an dem er gearbeitet hat. Wegen der Kürze von knapp über 600 Wörtern ist nicht zu ermitteln, ob Poe an einer Kurzgeschichte arbeitete oder an einer längeren Erzählung, wie zum Beispiel The Narrative of Arthur Gordon Pym of Nantucket, Poes einzigem Roman und ebenfalls eine Seemannserzählung.

## Inhalt
Der kurze Text von Der Leuchtturm, drei Tagebucheinträge, ist geprägt von einer starken Sehnsucht nach Einsamkeit, aber auch von Besorgnis und Beklemmung, häufig in Poes Werken auftretende Topoi.
Ein namenloser Ich-Erzähler beginnt am 1. Januar 1796, wie mit einem gewissen, aber ansonsten unbekannt bleibenden Mann namens De Grät vereinbart, ein Tagebuch zu führen. Es ist sein erster Tag in einem Leuchtturm, dessen Standort unbekannt bleibt.
Die ersten Sätze des Tagebucheintrags vom 1. Januar lauten:

“This day — my first on the light-house — I make this entry in my Diary, as agreed on with De Grät. As regularly as I can keep the journal, I will — but there is no telling what may happen to a man all alone as I am — I may get sick, or worse ..... So far well! The cutter had a narrow escape — but why dwell on that, since I am here, all safe? My spirits are beginning to revive already, at the mere thought of being — for once in my life at least — thoroughly alone [...]”

„An diesem Tag – meinem ersten im Leuchtturm – mache ich, wie mit De Grät vereinbart, diesen ersten Eintrag in mein Tagebuch. Ich werde das Tagebuch so regelmäßig führen, wie ich es kann – aber niemand weiß, was einem Mann alles widerfahren kann, der so allein ist wie ich – ich könnte krank werden oder schlimmer … So weit, gut! Der Kutter ist gerade noch mal davon gekommen – aber warum mich weiter damit befassen, da ich doch hier bin, ganz in Sicherheit? Allein schon bei dem bloßen Gedanken, dass ich – einmal in meinem Leben wenigstens – vollkommen allein bin, beginnt sich meine Stimmung bereits zu heben […]“

Es folgen weitere Einträge am 2. und 3. Januar sowie als letztes lediglich der Datumseintrag 4. Januar – ohne weiteren Text. Damit endet das Fragment. Die wenigen Details, die die Leser erfahren, sind, dass der Erzähler von einem Kutter kam, der mittlerweile wieder auf dem Weg nach Norland ist und dass besagter De Grät dafür gesorgt hat, dass der Erzähler in den Leuchtturm ziehen kann und dass er ihm etwas prophezeit habe. Einziger Begleiter des Erzählers ist ein Hund namens Neptun. Der Leuchtturm selbst wird – im Vergleich zum Gesamttext – ausführlich beschrieben: Es handelt sich um einen aus Eisenplatten genieteten Turm mit einer Gesamthöhe von geschätzt 180 Fuß, davon 160 über der Wasserlinie. Angesichts der Tatsache, dass sich 20 Fuß unterhalb der Wasserlinie befinden und dieser Innenraum nicht, wie es der Erzähler sich gewünscht hätte, mit Mauerwerk ausgekleidet wurde, um mehr Stabilität im Falle eines Sturms zu bieten, macht sich der neue Bewohner Gedanken über die Sicherheit des Bauwerkes bei Sturm. Nach seiner Meinung steht der Leuchtturm auf Kreide.
Der Literaturwissenschaftler und Poe-Forscher Kenneth Silverman weist in seiner Poe-Biografie Edgar A. Poe: Mournful and Never-ending Remembrance darauf hin, dass dieser höchstwahrscheinlich letzte Text Edgar Allan Poes mit dem Tagebucheintrag für den 3. Januar 1796 endet. Das ist genau derselbe Tag, an dem Poes Mutter Elizabeth Arnold im Alter von neun Jahren zusammen mit ihrer 24-jährigen Mutter Elizabeth Arnold, geb. Smith, auf einem Auswandererschiff aus England kommend im Hafen von Boston angekommen war und dort zum ersten Mal amerikanischen Boden betreten hatte.

## Rezeption
Das Fragment war der Öffentlichkeit bis zu Woodberrys Teilveröffentlichung 1909 unbekannt. Erst 1942 erschien der gesamte Text bei Mabbott. Seither wurde die Erzählung selten abgedruckt.
Der US-amerikanische Schriftsteller Robert Bloch, der vor allem für seine Science-Fiction-, Fantasy- und Horrorliteratur bekannt ist, hatte 1951 in der Oktoberausgabe des US-Fantasy-Magazins Famous Fantastic Mysteries die Kurzgeschichte Der Mann, der Poe sammelte veröffentlicht, die er im Stile Edgar Allan Poes geschrieben hatte. Laut Bloch war Thomas Ollive Mabbott einer der ersten, der diese Erzählung las. Mabbott fragte Bloch, ob er Interesse habe, das Lighthouse-Fragment im Stile Poes zu Ende zu schreiben. Bloch willigte ein und veröffentlichte seine Fassung von The Lighthouse 1953 in der Januar/Februar-Ausgabe des US-amerikanischen Fantasy-Magazins Fantastic. Die erste Seite von Blochs Erzählung ist ein Faksimile der ersten Manuskriptseite von Poes Fragment. Unten auf der Seite dankt Bloch Mabbott mit den Worten: The assistance of Prof. T.O. Mabbott, foremost Poe scholar, in obtaining this manuscript, is greatly acknowledged (Herzlichen Dank an Prof. T.O. Mabbott, führender Poe-Experte, für die Unterstützung bei der Beschaffung dieses Manuskripts).
Von der Bloch-Version existiert eine Übersetzung ins Französische, die 1973 durch den belgischen Übersetzer Jacques Finné unter dem Titel Le Phare (Der Leuchtturm) veröffentlicht wurde sowie eine von 1984 ins Niederländische unter dem Titel De vuurtoren (Der Leuchtturm). 1989 übertrug Heide Steiner Poes Fragment unter dem Titel Der Leuchtturm ins Deutsche.
Der 2019 in die Kinos gekommene US-amerikanische Psychothriller Der Leuchtturm der Brüder Max und Robert Eggers basierte nach Aussage von Robert Eggers ursprünglich auf Poes Fragment.